# Andrzej Jenicz

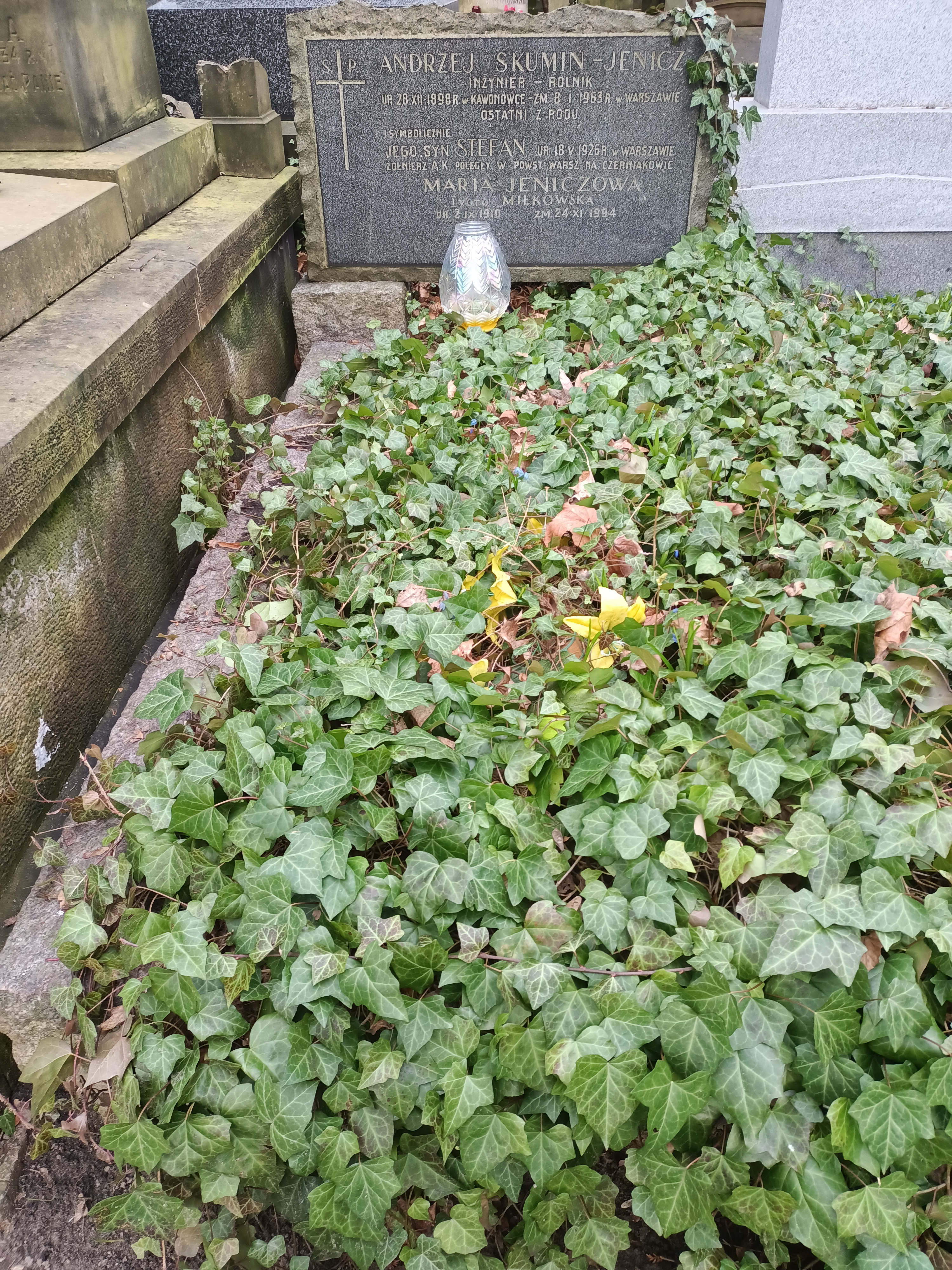
Grób Andrzeja Skumina Jenicza na Cmentarzu Powązkowskim

Andrzej Jenicz, v. Skumin-Jenicz (ur. 25 grudnia 1898 w Kawonówce, pow. zwinogródzki, gub. kijowska, zm. 8 stycznia 1963 w Warszawie) – polski inżynier rolnik, urzędnik konsularny, spółdzielczy i państwowy.

## Życiorys
Syn Stefana i Małgorzaty z d. Turowicz. Uczeń liceum w Żytomierzu (1909–1917). Służył w Wojsku Polskim (1918-). Absolwent Szkoły Głównej Gospodarstwa Wiejskiego w Warszawie (1921-1925). Odbył praktykę w Spółce Akcyjnej „Kooprolna” w Warszawie (1925-1926), pracował w Centrali Spółdzielni Rolniczo-Handlowych „Storol” w Warszawie (1926–1932), i w Polskim Monopolu Tytoniowym (1932–1939). Ukończył Szkołę Podchorążych Rezerwy Piechoty.
Był współodpowiedzialnym za transport złota Banku Polskiego SA z Warszawy do Rumunii (1939). Następnie dotarł przez Francję do Anglii; służył w Polskich Siłach Zbrojnych, w randze porucznika. Pracował jako attaché w Ambasadzie RP w Moskwie (1941-), organizując m.in. aparat opiekuńczy Ambasady RP w Syktywkarze, pełniąc funkcję delegata Ambasady RP w Kirowie (1942) i przedstawiciela Ambasady RP przy Sztabie Polskich Sił Zbrojnych w ZSRR w Jangi-Julu k. Taszkentu (1942). Był delegatem PCK na Palestynę (1942-) i wicekonsulem w Tel-Avivie (1943-1945). Zainicjował powstanie Izby Polsko-Palestyńskiej. Wcielony do Polskich Sił Zbrojnych przebywał w obozie przejściowym w Quassasin w Egipcie. Przewodniczący Komitetu Współpracy z Rządem Polski [Ludowej] w Palestynie oraz komitetu pomocy Warszawie, oba z siedzibą w Tel-Avivie.
W 1946 wrócił do Polski. Był zatrudniony w centrali Społem (1946–1948), w „Przemyśle Torfowym” (1948-), Centralnym Zarządzie Przemysłu Mięsnego w Warszawie, Centralnym Zarządzie Szkolenia Zawodowego Ministerstwa Handlu Wewnętrznego, Departamencie Wyższych Szkół Rolniczych w Ministerstwie Szkolnictwa Wyższego, w Urzędzie Gospodarki Torfowej (1955-). Od 1946 członek Stronnictwa Ludowego, a w 1948 członek Komitetu Naczelnego ZSL. Pochowany na Cmentarzu Powązkowskim w Warszawie.